# Pentace adenophora
Pentace adenophora är en malvaväxtart som beskrevs av André Joseph Guillaume Henri Kostermans. Pentace adenophora ingår i släktet Pentace och familjen malvaväxter. Inga underarter finns listade i Catalogue of Life.